# 796 Gruziński Batalion Piechoty
796 Gruziński Batalion Piechoty (niem. Georgisches Infanterie-Bataillon 796) – oddział wojskowy Wehrmachtu złożony z Gruzinów podczas II wojny światowej.

## Historia
Batalion został sformowany 12 września 1942 r. w Kruszynie koło Radomia. Miał cztery kompanie. Wchodził formalnie w skład Legionu Gruzińskiego. Na jego czele stanął kpt. Albert Eismann. Walczył na północnym Kaukazie w rejonie Tuapse z podporządkowaniem niemieckiej 1 Dywizji Górskiej. Na początku 1943 r. wraz z pozostałymi oddziałami niemieckimi wycofał się z północnego Kaukazu. Nowym dowódcą został mjr Mertsmann. Pod koniec lipca tego roku w składzie batalionu utworzono piąta kompanię na bazie Ochotniczej Kompanii Kaukaskiej. Po dezercji z batalionu części żołnierzy został przeformowany w grudniu w 795 Turkiestański Batalion Zaopatrzenia z czterema kompaniami. Stan osobowy oddziału uzupełniono mieszkańcami Azji Środkowej. Początkowo przeniesiono go do Chorwacji, po czym na przełomie 1944 i 1945 r. trafił na Węgry w składzie 6 Armii.